# Таймурзін Максим Сергійович
Макси́м Сергі́йович Таймурзін — головний старшина, Державна прикордонна служба України.

## Бойовий шлях
Головний старшина Маріупольського загону морської охорони. 31 серпня 2014 року терористи обстріляли катери з берега керованими ракетами. Головний старшина Таймурзін із небезпекою для життя забезпечив локалізацію пожежі, чим врятував життя членів екіпажу.

## Нагороди
8 вересня 2014 року — за особисту мужність і героїзм, виявлені у захисті державного суверенітету та територіальної цілісності України, вірність військовій присязі під час російсько-української війни, відзначений — нагороджений орденом «За мужність» III ступеня.